# Плаксина, Надежда Дамиановна
Надежда Дамиановна Плаксина (урождённая Снитко, 15 (27) июля 1899, Брест-Литовск, Гродненская губерния, Российская империя — 1 сентября 1949, Париж, Франция) — русская сестра милосердия. Мать актёра Г. В. Плаксина. Участница Первой мировой войны в качестве сестры милосердия и Гражданской войны в России — участница 1-го Кубанского похода.

## Биография
Родилась 15 (27) июля 1899 года в Брест-Литовске Гродненской губернии; сестра Ивана Снитко, советского инженер-контр-адмирала. Затем семья переехала в Петербург, где она стала сестрой милосердия.
В Первую мировую войну сама получила ранение и находилась на лечении в госпитале Севастополя. Там познакомилась с офицером гусарского полка Василием Плаксиным и вскоре они поженились.
В 1920 году эвакуировалась из Крыма в турецкий город Галлиполи. Затем до конца жизни жила в эмиграции с мужем в Париже. Пережила здесь гитлеровскую оккупацию. Была членом Ассоциации сестёр милосердия Российского общества Красного Креста (РОКК).
Умерла 1 сентября 1949 года в Париже, похоронена на кладбище Сент-Женевьев-де-Буа.
Была награждена Георгиевскими крестами трёх степеней.